# Període cartaginès al País Valencià
El període cartaginès al País Valencià descriu els fets que es van produir en el País Valencià durant l'ocupació cartaginesa. Els colons de Tir van establir el seu domini sobre una part del territori adjacent a la seva colònia de Gades, part coneguda com a Tarsis (Isaïes, XXIII, 10) o Tartessis per als grecs. Els establiments fenicis no es van limitar a Gades sinó que foren nombrosos en tota la costa sud a la regió de l'estret. Després de la Primera Guerra Púnica, el 241 aC, Cartago havia esgotat els seus recursos econòmics, i el 236 aC la revolta dels seus mercenaris va ser aprofitada per Roma per a dominar Sardenya i Còrsega. Hamílcar Barca va dirigir llavors les seves esperances a la dominació d'Hispània (237 aC). No fou difícil i per una política de força i de cooperació amb molts matrimonis mixtos, aviat es va establir el domini cartaginès a bona part de la península (237-229 aC). Es va edificar Cartago Nova. Hamílcar Barca va morir el 229 aC i va deixar el poder al seu gendre Hasdrúbal, que va seguir les passes del seu sogre fins al 221 aC, en què fou assassinat; llavors, el va succeir Hanníbal quant ja els romans havien quedat lliures de l'amenaça dels gals que fins llavors els havia tingut ocupats. Hasdrúbal i Roma van establir el tractat de l'Ebre, que establia que el riu Ebre seria el límit de la zona d'influència de cada part (228 aC). El tractat que va posar fi a la Primera Guerra Púnica establia, no obstant això, que els aliats de cada part no podrien ser molestats per l'altra, i segons Tit Livi la mateixa garantia es va afegir al tractat del 228 aC per la presència més al sud de l'Ebre de la ciutat d'Arse (Sagunt), com a ciutat lliure; en canvi, Polibi no ho esmenta. En tot cas, Hanníbal va posar setge a Sagunt i els romans ho van fer servir de pretext per a iniciar la guerra en què els romans van conquerir part de la península.

## La conquesta cartaginesa
Després de la Primera Guerra Púnica, el 241 aC, Cartago havia esgotat els seus recursos econòmics, i el 236 aC la revolta dels seus mercenaris va ser aprofitada per Roma per a dominar Sardenya i Còrsega. Hamílcar Barca va dirigir llavors les seves esperances a la dominació d'Hispània (237 aC). No fou difícil i per una política de força i de cooperació amb molts matrimonis mixtos, aviat es va establir el domini cartaginès a bona part de la península (237-229 aC).
Polibi diu que Hamílcar Barca després de la guerra fou enviat amb un exèrcit a Hispània; en canvi, Diodor de Sicília i Apià diuen que es va barrejar amb intrigues del partit popular contra el partit aristocràtic i que per escapar a la persecució dels aristòcrates que li recriminaven la seva conducta a Sicília, va anar a Hispània. Appià i Zonaràs diuen expressament que va anar a Hispània sense autorització del govern i que els seus actes foren després ratificats a causa dels seus èxits i per la influència del seu gendre Hasdrúbal, cap del partit popular a Cartago, que havia guanyat molts adherents en rebre finançament des d'Hispània amb les riqueses obtingudes per Hamílcar. No es pot assegurar res, però sí que se sap que Hamílcar era partidari del partit popular mentre que el general Hannó era el cap dels aristòcrates, i que va fer aliança matrimonial i política amb Hasdrúbal. En general, es pensa que Barca volia crear un imperi a Hispània tant per raons econòmiques com estratègiques, ja que Cartago necessitava amb urgència obtenir metalls preciosos perquè les seues arques havien quedat buides després de la guerra; a més, li calia reclutar mercenaris hispans per als seus minvats exèrcits i, sobretot, el control militar de la península era absolutament imprescindible, a fi que Cartago pogués frenar la penetració romana. Personalment, compensava la pèrdua de Sicília i esperava obtenir riqueses per fer com més aviat millor la guerra de revenja contra Roma. Però una facció del senat cartaginès era contrària a l'expansió, i proposava l'alternativa d'intensificar l'explotació dels recursos naturals de les terres africanes. Sembla que Barca va reclutar un nou exèrcit a Numídia, i va organitzar una expedició a Hispània sota la seva responsabilitat.
Quan Hamílcar va arribar a Hispània només Gades i algunes altres petites colònies fenícies estaven en l'òrbita de Cartago i estenien la seva influència pel sud del país. Amb el seu exèrcit mercenari, i més tard amb soldats pagats o reclutats al lloc, Hamílcar va dominar tribus i ciutats, combinant la diplomàcia i la guerra. Les riques mines de plata a la part del país que va sotmetre li va donar la riquesa que necessitava, complementada amb el botí de guerra i les contribucions dels sotmesos. Després de la popularitat entre el poble i el partit patriòtic, adquirida a conseqüència del seu èxit, els seus adversaris no van poder impedir que arribés a ser pràcticament un dictador i tots els esforços humans i econòmics de Cartago es dirigiren cap a un únic objectiu: la conquesta d'Hispània. Va fundar una ciutat destinada a esdevenir la capital cartaginesa d'Hispània en un lloc anomenat Cap Blanc (Ἄκρα Λευκή), però aquesta fou substituïda després per Cartago Nova. També se li atribueix que va fundar la ciutat de Bàrcino, l'actual Barcelona.
Hamílcar Barca va morir el 229 aC i va deixar el poder al seu gendre Hasdrúbal, que va seguir les passes del seu sogre fins al 221 aC, en què fou assassinat; llavors el va succeir Hanníbal quan ja els romans havien quedat lliures de l'amenaça dels gals que fins llavors els havia tingut ocupats. Hasdrúbal i Roma van establir el tractat de l'Ebre, que establia que el riu Ebre seria el límit de la zona d'influència de cada part (228 aC). El tractat que va posar fi a la Primera Guerra Púnica; establia, això no obstant, que els aliats de cada part no podrien ser molestats per l'altra, i segons Tit Livi la mateixa garantia es va afegir al tractat del 228 aC per la presència més al sud de l'Ebre de la ciutat d'Arse (Sagunt), com a ciutat lliure; en canvi, Polibi no ho esmenta. En tot cas, Hanníbal va posar setge a Sagunt i els romans ho van fer servir de pretext per a iniciar la guerra en la qual els romans van conquerir part de la península.

## Antecedents de la Segona Guerra púnica
El tractat de l'Ebre (226 aC), signat entre Cartago i la República de Roma establia el riu Ebre com la frontera entre els dos poders. El 219 aC Roma, tement la força d'Hanníbal a Ibèria, va establir una aliança amb la ciutat edetana d'Arse (l'actual Sagunt), que es va transformar en protectorat. Hanníbal ho va entendre com un trencament del tractat i assetjà la ciutat, que demanà ajuda a Roma, que es limità a exigir-li a Hanníbal que retirés el seu exèrcit. Després de vuit mesos de setge, Arse finalment caigué el 218 aC. Roma, immediatament, declarà la guerra a Cartago.
Després de la guerra de desgast que havia suposat la Primera Guerra Púnica tots dos contendents havien quedat exhausts. Però la pitjor part se l'havien portat els cartaginesos, que no sols havien patit àmplies pèrdues econòmiques fruit de la interrupció del seu comerç marítim, sinó que havien hagut d'acceptar unes costoses condicions de rendició. Al costat d'això, a més a més d'haver de renunciar a qualsevol aspiració sobre Sicília, van haver de pagar als seus enemics una indemnització de 3.200 talents de plata.
En aquesta decisió de rendició, va ser clau la pressió dels grans oligarques cartaginesos (al cap se'n trobava Hannó II el Gran), que abans que res desitjaven la fi de la guerra per reprendre les seves activitats comercials. Altres importants figures púniques, en canvi, consideraven que la rendició havia estat prematura, especialment tenint en compte que Cartago mai havia sabut explotar la seva superioritat naval, i que la conducció de la guerra havia millorat ostensiblement des que l'estrateg Hamílcar Barca havia assumit el comandament de les operacions a Sicília. A més, consideraven abusives i deshonroses les condicions de l'armistici imposades per Roma.
Per agreujar la ja enrarida situació, els oligarques, que dominaven el senat cartaginès, es van negar a pagar a les tropes mercenàries que havien tornat des de Sicília, i que estaven estacionades al voltant de la ciutat. La nova malaptesa va costar el setge no sols de Cartago sinó la presa d'altres enclavaments púnics, com Útica, i només una magnífica campanya d'Hamílcar va aconseguir acabar amb els mercenaris rebels i amb els libiofenicis de l'interior que s'havien sumat a la revolta.
Cartago necessitava una gran solució per a millorar la seva debilitada economia; després de rebre un cop dur amb la pèrdua de Sicília, les seves finances es van afeblir. La solució, la portaria Hamílcar Barca i els seus seguidors, que van organitzar una expedició militar per obtenir les riqueses de la península Ibèrica. Els pobles de la zona meridional d'Hispània van ser sotmesos per Hamílcar. Després de la seva mort, el seu gendre Hasdrúbal pren el comandament. Hasdrúbal estableix aliances amb les tribus de l'est de la península Ibèrica gràcies a les seves habilitats diplomàtiques. Funda Cartago Nova (actual Cartagena) i situa la frontera al riu Ebre. Va ser assassinat en el 221 aC, després del qual es nomena Hanníbal Barca cabdill cartaginès.

## La campanya d'Hanníbal

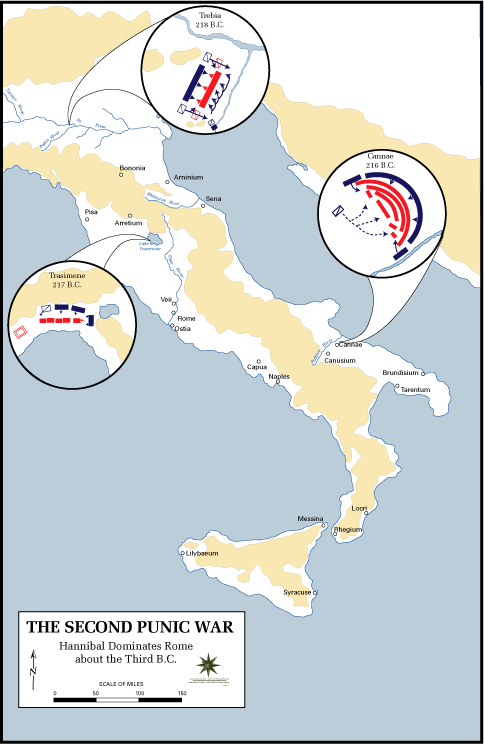
Principals batalles d'Hanníbal a Itàlia

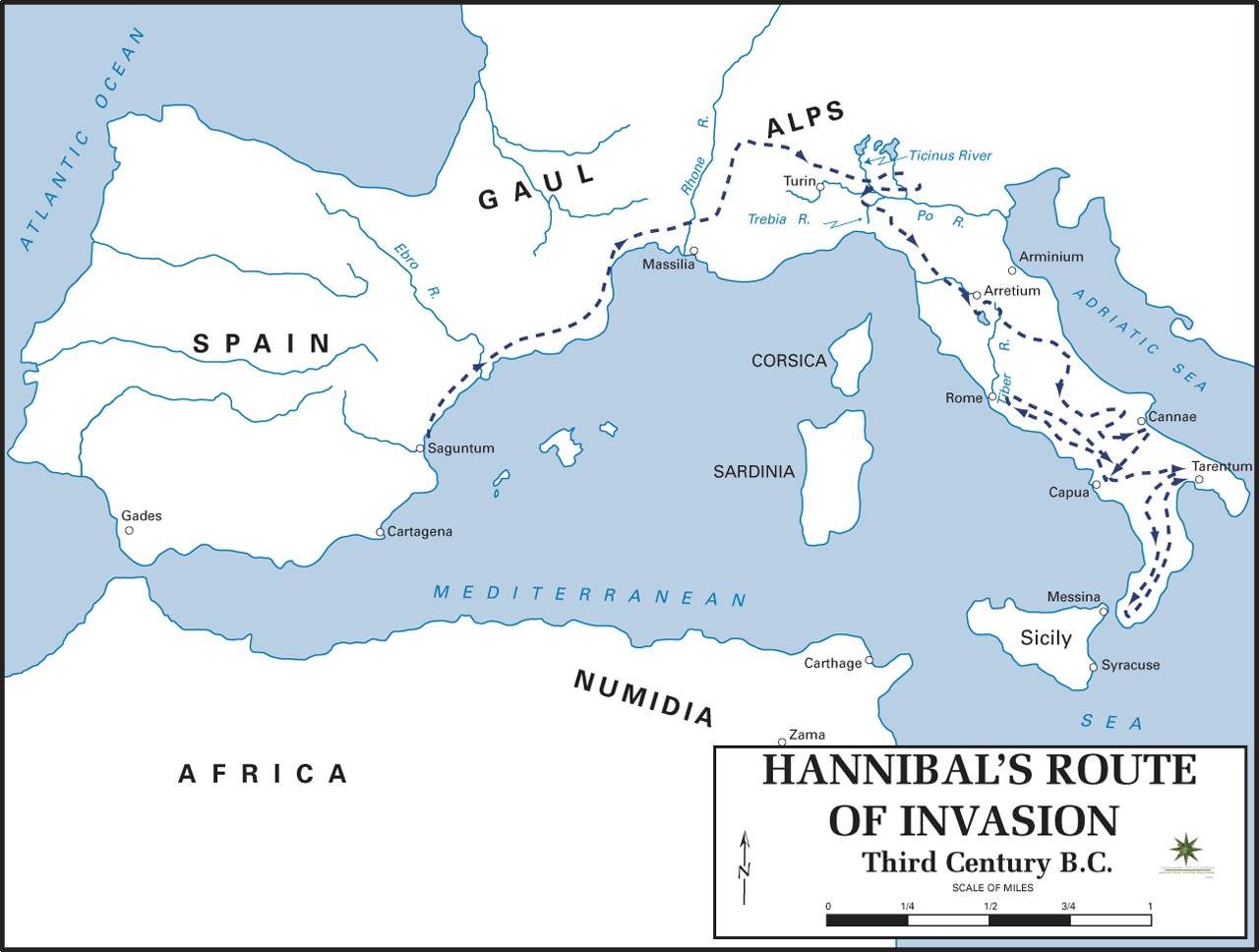
La ruta seguida per Hanníbal

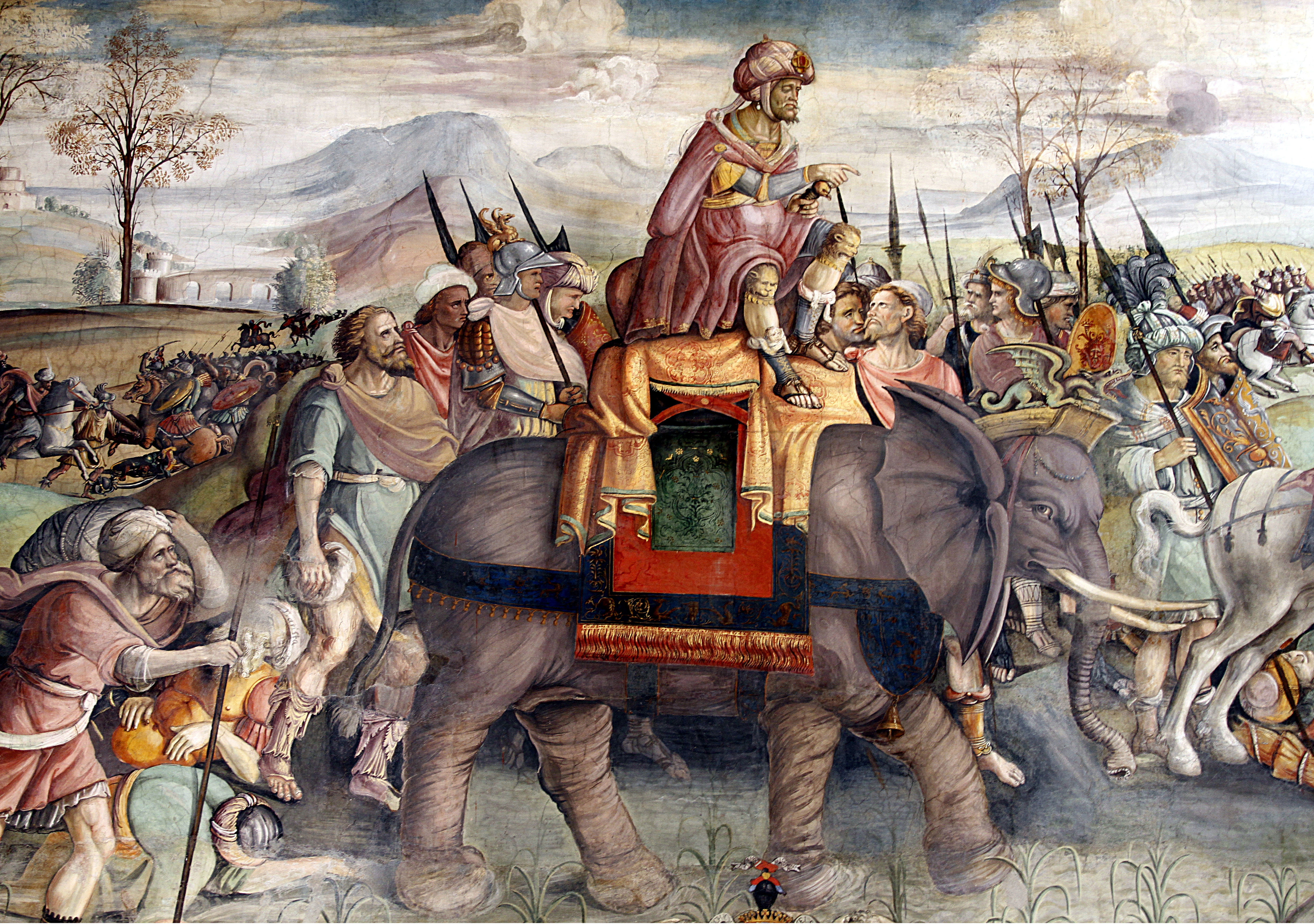
Hanníbal creuant els Alps

Hanníbal canvia la política d'Hasdrúbal. Els conflictes entre els turbolitans (aliats de Cartago) i Sagunt (aliat de Roma), empenyen les dues potències a un guerra inevitable. El 220 aC, gràcies a l'ús de la seva cavalleria i d'elefants derrota una coalició de més de 100.000 carpetans, vacceus i olcades a la rodalia del riu Tajo. Les ciutats d'aquests pobles són destruïdes i sotmeses a tributs de persones i espècies. Reobre les hostilitats amb els romans conquerint el 219 aC la ciutat de Sagunt, que era aliada de Roma però estava en els límits d'influència cartaginesa. Aquest és l'inici de la Segona Guerra púnica.
Un cop dominada Arse, Hanníbal, amb un gran exèrcit, travessà els Pirineus i els Alps seguint una ruta molt discutida en els detalls, evitant les grans poblacions d'Empórion i Massàlia. Penetrà a Itàlia, esquivant l'exèrcit que els romans van enviar contra ell a Arles, i va travessar els Alps seguint un camí mostrat pels bois, afrontant les dificultats del clima i el terreny, les tàctiques de guerrilla de les tribus locals i les dificultats de dirigir un exèrcit amb diferents llengües i ètnies, en una de les maniobres militars més agosarades de la història, en la qual va perdre 20.000 soldats.
Els cartaginesos no podien enfrontar-se als romans per mar, donada la superioritat naval d'aquests últims. Sabent això, parteixen des d'Hispania cap a Itàlia travessant els Alps. Hanníbal va conduir un exèrcit de 70.000 nord-africans i ibers a través del sud de França (la Gàl·lia Narbonense) i va creuar els Alps a l'hivern. La seva invasió d'Itàlia es va produir per sorpresa. No havia construït una flota i es creia impossible que pogués creuar la serralada. Certament, les baixes van ser importants, tant que van afectar també els seus elefants de guerra, dels quals només van sobreviure tres. No obstant això, a la primavera va arribar al nord d'Itàlia amb un exèrcit de 26.000 efectius, sotmetent la tribu dels taurinii i prenent sense lluita la seva capital, Torí.
Les tropes de suport (70 quinquerrems) enviades des de Cartago van ser interceptades per una flota romana de 120 quinquerrems i es van haver de retirar. Ja en sòl italià, aconseguí una gran victòria en la batalla de Trèbia gràcies al poder de la seva cavalleria, que va obligar els romans a evacuar la Llombardia, i va afegir gals i lígurs del nord d'Itàlia a la força expedicionària. Tot seguit, els cartaginesos van acampar les tropes per passar l'hivern, i avançar cap al sud a la primavera. Però el suport dels gals s'havia refredat.
Els romans, al comandament de Publi Corneli Escipió, van intentar atacar quan encara no estava preparat, però un destacament de genets númides al comandament de Maharbal els va rebutjar en una escaramussa a la vora del riu Ticino. Escipió, que havia resultat ferit en l'enfrontament, es va salvar gràcies al valor del seu fill de 17 anys (el futur Escipió l'Africà); es va retirar a Piacenza, defensant el pas del riu Po en aquella alçada. Hanníbal va travessar el riu aigües amunt de Piacenza, dirigint-se a la seva trobada, i oferint batalla als romans en arribar a la ciutat. Escipió, comprenent la superioritat de la cavalleria cartaginesa, va rebutjar la batalla i, sorprès per la defecció d'un contingent gal aliat, va decidir retirar-se de matinada a l'altre costat del riu Trèbia, esperant l'arribada del segon exèrcit consular, al comandament de Tiberi Semproni Long. Aquest va imposar el seu criteri d'entaular combat de forma imminent amb l'exèrcit púnic, desoint els prudents consells d'Escipió contra aquesta mesura.
El 217 aC, les tropes van avançar per la ruta més ràpida cap a la Itàlia central, a la vora del riu Arno, una ruta d'aiguamolls crescuts en aquesta època. Va creuar els Apenins sense oposició, però va perdre gran part de l'exèrcit. Amb l'exèrcit de Gai Flamini com a úniques forces romanes, va provocar que aquest el perseguís fins que el va emboscar en la batalla del llac Trasimè, on Hanníbal va destruir l'exèrcit de Flamini. Però, en contra de l'opinió dels seus generals, no va atacar Roma, que semblava inexpugnable.
Hanníbal va disposar un cos de genets que van travessar el riu Trèbia i van atreure l'atenció de l'exèrcit romà, el qual, havent travessat el riu gelat en ple, sense haver-se desdejunat i de manera temerària, es van trobar de front amb l'exèrcit púnic, sec i prest per a la batalla. Aquesta va ser la Batalla del Trèbia, en què només 10.000 romans van poder escapar (d'un exèrcit de 40.000 guerrers), mentre que les baixes d'Hanníbal van ser escasses.
Els romans es van retirar, deixant a Anmíbal el control del nord d'Itàlia. El suport dels gals i de les ciutats italianes no va ser l'esperat, i molts terratinents romans van cremar la casa per evitar el saqueig (donant lloc indirectament al latifundisme posterior). Malgrat aquesta resistència, Hanníbal va ser capaç de reforçar el seu exèrcit fins a comptar amb 50.000 soldats.
Temorosos per la seva derrota, els romans van nomenar com a dictador Quint Fabi Màxim Berrugós. Fabius va decidir-se per una impopular guerra de fam, trencant les línies de subministrament púniques i mantenint les seves tropes a prop però sense oferir batalla a camp obert. Fabius va decidir que el millor seria evitar noves batalles campals, a causa de la superioritat de la cavalleria cartaginesa. En lloc d'això, va intentar tallar la línia de subministraments d'Hanníbal, devastant els camps de conreu i fustigant el seu exèrcit. Aquestes operacions són ara conegudes com a tàctiques fabianes, i li van valer el sobrenom de Cunctator ('alentidor'). Aquestes tàctiques no tenien gran suport del poble, que desitjava un final ràpid a la guerra, de manera que quan el comandant de la cavalleria, Minuci, va aconseguir una petita victòria sobre els cartaginesos, va ser nomenat dictador igual que Fabi. No obstant això, la consegüent divisió de les forces romanes va fer possible que Hanníbal aconseguís una victòria total sobre Minuci; l'exèrcit hagués estat completament destruït si Fabi no l'hagués salvat. Això va posar en evidència que les forces romanes no s'havien d'afeblir sent dividides, i que el sistema de la dictadura no era en si la solució al problema. Així que l'any següent va ser reemplaçat pels cònsols Emili i Terenci Varró amb aquestes intencions.
Hanníbal es dirigí cap al sud de la península Itàlica, arrasant tot al seu pas; seguit de prop per les tropes romanes, per passar l'hivern a Gerunium. El 216 aC, veient que els romans no presentaven batalla, Hanníbal es decidí a passar a l'ofensiva i va tallar també els subministraments a Roma, assetjant la ciutat de Cannes, un punt clau, en què es va lluitar la batalla de Cannes, amb el resultat d'una altra humiliant derrota dels exèrcits romans, tot i el seu gran avantatge numèric.
Els romans excedien en nombre als cartaginesos per 36.000 soldats (en total eren 80.000 soldats d'infanteria i 6.000 genets, segons Polibi), els cartaginesos, en nombre de 50.000, eren superiors en cavalleria (10.000 efectius). Hanníbal, en el transcurs de la batalla de Cannes va permetre al centre de les seves tropes retirar-se, doblegant en forma de U, i aprofitant que la seva cavalleria, superior a la romana, va obligar aquesta última a retirar-se de manera desordenada; va ser capaç d'envoltar les legions i aniquilar-les per complet. Només van escapar 16.000 romans. En aquesta batalla, el cònsol Emili (avi del futur destructor de Cartago, Escipió Emilià), va perdre la vida, mentre que Terenci Varró va fugir amb les restes de l'exèrcit romà derrotat.
Aquesta batalla li va valer a Hanníbal una mica del suport que necessitava. Els tres anys següents es van unir a la seva causa les ciutats de Càpua, Siracusa (a Sicília) i Tàrent. També li va valer l'aliança del rei Filip V de Macedònia el 217 aC, cosa que va donar començament a la Primera Guerra macedònica. La flota macedònica era, però, massa feble per a oposar-se a la romana, per la qual cosa no va poder facilitar-li suport directe a Itàlia.
Havent après la lliçó després de tres derrotes consecutives, els romans es van decantar per seguir la guerra de fam, practicant la tàctica de terra cremada. Les repetides crides d'Hanníbal per obtenir nous reforços van ser menystingudes pels polítics cartaginesos, entre els quals dominava la idea de negociar la pau amb els romans, temorosos de perdre la gran font de recursos que significava Hispània. Així, incapaç de conquerir Roma, abandonat pels seus governants i desconfiant dels seus aliats, tot i que va obtenir altres victòries, progressivament va anar reculant.
A Roma, després de tants desastres, es va estendre el pànic. Ja no hi havia família en què algú no hagués mort en combat. Es va pensar que Hanníbal atacaria immediatament la ciutat, de manera que es van prendre severes mesures per a la defensa, entre aquestes el reclutament general de tots els civils de més de 17 anys aptes per a les armes, així com la compra de 8.000 esclaus joves per part de l'estat, amb la finalitat de formar 2 legions, i l'ús de les armes custodiades com trofeus de guerra. Per evitar que Hanníbal s'assabentés d'aquestes disposicions, es va prohibir la sortida de la ciutat als civils. Gràcies a aquestes mesures, la moral del poble va ser sensiblement elevada.
Roma havia començat a comprendre la saviesa de les tàctiques de Fabi, que va ser reelegit cònsol el 215 aC i el 214 aC. Una altra lliçó de les dures derrotes sofertes va ser que els romans havien deposar les seves diferències polítiques a fi d'enfrontar units un enemic que buscava la seva total destrucció. Durant la resta de la guerra a Itàlia, Roma va emprar tàctiques fabianes, dividint l'exèrcit, de 25 legions inexpertes, en petites forces situades en localitzacions vitals, i evitant els intents cartaginesos d'atreure-les a batalles campals. Des de l'any 211 aC, Roma comença a ressorgir de les cendres.
A l'any següent, els romans van triar cònsol Gai Flamini, esperant que pogués derrotar el cartaginès. Flamini va planejar una emboscada a Arretium. No obstant això, Hanníbal va rebre informes de l'atac i va superar l'exèrcit emboscat, travessant una regió pantanosa durant quatre dies i tres nits, en una odissea que li va costar dos dels seus elefants i la visió d'un dels ulls, però que li garantia una marxa directa cap a Roma. El cònsol, sorprès per complet, es va veure obligat a perseguir-lo, i Hanníbal va esdevenir l'emboscador en la batalla del llac Trasimè, on les tropes romanes van ser voltades i vençudes, i morí el mateix Flamini a mans d'un gal, la tribu que havia estat sotmesa pel romà anys enrere.
Tot i la victòria i les peticions dels seus generals, Hanníbal no va procedir al setge de Roma, ja que, a part que no tenia equipament de setge adequat i no posseïa una base d'aprovisionament a la Itàlia central, comptava a afeblir la força de resistència de Roma destruint el millor del seu exèrcit. Per tant, es va dirigir cap al sud d'Itàlia amb l'esperança d'incitar una rebel·lió entre les ciutats gregues del sud, cosa que li permetria disposar de més recursos econòmics per vèncer els romans.

## La guerra a Hispània

### Primera campanya romana
Roma va enviar el 218 aC tropes a Hispània sota el comandament de Gneu Corneli Escipió i Publi Corneli Escipió. Deciana i Empúries van ser el punt de partida de Roma a la península. La seva primera missió va ser buscar aliats entre els ibers. Va aconseguir signar alguns tractats d'aliança amb caps tribals ibers de la zona costanera, però probablement no va aconseguir atreure'n a la seva causa la majoria. La tribu dels ilergets, una de les més importants al nord de l'Ebre, era aliada dels cartaginesos. Gneu Escipió va sotmetre mitjançant tractat o per força la zona costanera del nord de l'Ebre, incloent-hi la ciutat de Tarraco, on va establir la seva residència.
El primer combat important entre cartaginesos i romans va tenir lloc en la batalla de Cissa (218 aC), probablement prop de Tarraco, encara que s'ha pretès identificar-la amb Guissona a Lleida. Els cartaginesos, al comandament d'Hannó, van ser derrotats per les forces romanes al comandament del mateix Gneu Escipió. El cabdill dels ilergets, Indíbil, que combatia en el bàndol cartaginès, va ser capturat. Quan la victòria de Gneu era un fet, Hasdrúbal Barca va arribar amb reforços i va dispersar els romans, sense derrotar-los (Hasdrúbal va destrossar la flota romana, però com només comptava amb uns nou mil soldats va reembarcar cap a Cartago Nova, l'actual Cartagena, i els romans van tornar a la seva base principal, la ciutat de Tarraco.
El 217 aC, la flota de Gneu Escipió va vèncer la d'Hasdrúbal Barca en la batalla del riu Ebre. Hasdrúbal avançava per terra mentre la flota estava al comandament d'Himilcó; però, sorpreses, les naus cartagineses d'Hasdrúbal van haver de tornar a Cartago Nova. Atacat i vençut pels celtibers al servei de Roma, únicament va poder salvar-se gràcies als reforços arribats des d'Àfrica. Poc després van arribar reforços romans procedents d'Itàlia, al comandament de Publi Escipió, germà de Gneu, i els romans van poder avançar fins a Arse, que van refundar com a Saguntum. A Gneu i Publi Escipió, cal atribuir la fortificació de Tarraco i l'establiment d'un port militar. La muralla de la ciutat es construí probablement sobre una muralla anterior, anomenada Ciclòpia; s'hi aprecien marques de picapedrer ibèriques, ja que per a la seva construcció va emprar-se segurament la mà d'obra local. El 216 aC Gneu i Publi Escipió van combatre contra els ibers, probablement tribus del sud de l'Ebre. Els atacs d'aquests ibers van ser rebutjats.
El 215 aC, els cartaginesos van rebre reforços al comandament d'Himilcó, i es va donar un nou combat, pel que sembla prop d'Amposta o Sant Carles de la Ràpita, en l'anomenada Batalla d'Ibera. La rebel·lió de Sifax a Numídia (Alger i Orà) contra Cartago, en combinació amb Roma, va obligar Hasdrúbal a tornar a Itàlia amb les seves millors tropes (214 aC), deixant el camp lliure d'Hispània als romans. El 211 aC Hasdrúbal Barca va retornar a la península. L'acompanyava Masinisa amb els seus guerrers númides. Les forces cartagineses es van estructurar en tres exèrcits, manats respectivament per Hasdrúbal Barca, per Hasdrúbal fill de Giscó (Giscó fou un destacat general cartaginès en la Primera Guerra Púnica), i per Magó Barca.
Els romans també es van organitzar en tres grups, manats per Gneu Escipió (enfront d'Hasdrúbal Barca), Publi Escipió (enfront d'Hasdrúbal fill de Giscó i enfront de Magó), i Tit Fonteu (amb les forces més enllà de l'Ebre). Hasdrúbal, fill de Giscó, i Magó, recolzats pel númida Masinisa, van vèncer Publi Escipió, que va resultar mort. Gneu Escipió va haver de retirar-se en desertar els mercenaris celtibers, als quals Hasdrúbal Barca va oferir una suma més gran que la pagada per Roma (i va aconseguir amb això la seva retirada). Gneu va morir durant la retirada, i els cartaginesos estaven a punt de passar el riu Ebre quan un oficial anomenat Gai Marci Sèptim, elegit general per les tropes, els va rebutjar. L'escenari d'aquests combats és incert, però sabem que Indíbil combatia de nou amb els cartaginesos. El combat va tenir lloc el 211 aC.
El 210 aC una expedició sota el comandament del nou procònsol, Gai Claudi Neró, va aconseguir capturar Hasdrúbal Barca, però aquest va trair la seva paraula i va fugir deshonrosament. El senat romà va decidir trametre un nou exèrcit a l'Ebre, per evitar el pas de l'exèrcit cartaginès cap a Itàlia. El comandament d'aquest exèrcit va ser confiat a Publi Corneli Escipió, fill del general d'igual nom, mort en combat el 211 aC.

### Segona campanya romana
El 209 aC va sortir cap a Hispània des del port d'Òstia amb deu mil infants i mil cavalls, i una flota de 30 quinquerrems al comandament del seu amic i conseller Gaius Leli, acompanyant-los el nou procònsol Marc Silà, successor designat de Claudi Neró. Publi va desembarcar a Empúries, i immediatament es va dirigir a Tarraco.
A la seva arribada, els tres exèrcits cartaginesos estaven situats així: l'exèrcit d'Hasdrúbal Barca tènia les seves posicions a la zona del naixement del Tajo; l'exèrcit d'Hasdrúbal, fill de Giscó, se situava a Lusitània, prop de l'actual Lisboa; i l'exèrcit de Magó quedava ubicat a l'estret de Gibraltar.
Publi Escipió, en un cop audaç, va deixar desguarnit l'Ebre, i va atacar Cartago Nova per terra i mar. La capital púnica peninsular, dotada d'una guarnició insuficient sota el comandament d'un cap anomenat també Magó, va haver de cedir, i la ciutat va quedar ocupada pels romans. Publi Escipió va tornar a Tarraco abans que Hasdrúbal pogués traspassar les desguarnides línies de l'Ebre.

Hispania Citerior

Després d'aquesta audaç operació, una bona part de la Hispània Ulterior es va sotmetre a Roma. Publi Escipió va saber atraure's diversos cabdills ibers, fins aleshores aliats dels cartaginesos, com Edecó (enemistat amb Cartago des que la seva dona i els seus fills van ser presos com a ostatges), Indíbil (per la mateixa causa), i Mandoni (afrontat per Hasdrúbal Barca).
L'hivern del 210 aC, Publi Escipió va avançar cap al sud, i va xocar amb l'exèrcit d'Hasdrúbal Barca (que al seu torn avançava cap al nord) prop de Baeza, al poblet de Baecula. Publi Escipió es va atribuir la victòria (la qual cosa és dubtosa), però, si tal va ser el cas, no va aconseguir impedir que Hasdrúbal Barca continués l'avanç cap al nord amb la major part de les seves tropes. En el seu avanç cap al nord, Hasdrúbal va arribar als passos occidentals pirinencs.
Hasdrúbal va acampar al sud de les Gàl·lies, i després va passar a Itàlia (209 aC). El 208 aC Magó, el fill d'Hamílcar, es va retirar amb les seves forces a les illes Balears, i Hasdrúbal, fill de Giscó, es va mantenir a Lusitània. El 207 aC, reorganitzats els cartaginesos, i amb reforços procedents d'Àfrica sota el comandament d'Hannó, van poder recobrar la major part del sud de la península. Després de sotmetre Hannó aquesta zona, va tornar Magó amb les seves forces, i es va traslladar a la zona d'Hasdrúbal, fill de Giscó. Però, poc després, les forces d'Hannó i de Magó van ser derrotades per l'exèrcit romà manat per Marc Silà. Hannó va ser capturat, i Hasdrúbal, fill de Giscó, i Magó van haver de fortificar-se a les principals places fortes.
Hasdrúbal, fill de Giscó, i Magó, van rebre nous reforços des d'Àfrica (206 aC), i per part seva van reclutar un contingent d'indígenes, i van presentar batalla als romans a la mateixa aldea de Baecula, pròxima a l'actual Baeza, on ja s'havia lliurat una batalla l'hivern del 210 aC. Però en aquesta ocasió Publi Escipió fill va obtenir una clara victòria. Magó i Hasdrúbal, fill de Giscó, es van refugiar a Gades, i Publi Escipió va quedar amo de tot el sud peninsular, i va poder travessar cap a l'Àfrica, on es va entrevistar amb el rei númida Sifax, que abans l'havia visitat a Hispània (206 aC).
Una malaltia de Publi Escipió va ser aprofitada per una unitat de l'exèrcit per a amotinar-se en demanda de sous endarrerits, i això, al seu torn, va ser aprofitat pels ilergets i altres tribus ibèriques per a rebel·lar-se al comandament dels cabdills Indíbil (dels ilergets) i Mandoni (dels ausetans), rebel·lió adreçada essencialment contra els procònsols Luci Corneli Lèntul i Luci Manli. Publi Escipió va apaivagar el motí i va posar un final sagnant a la revolta dels ibers. Mandoni va ser pres i executat (205 aC); Indíbil va aconseguir escapar.
Magó i Hasdrúbal van abandonar Gades amb tots els vaixells i tropes per acudir a Itàlia en suport d'Hanníbal, i després de la sortida d'aquestes forces, Roma va quedar en possessió de tot el sud d'Hispània (205 aC). Roma dominava ara des dels Pirineus a l'Algarve, seguint la costa, i cap a l'interior el domini romà arribava fins a Osca, i des d'allà cap al sud fins a l'Ebre i per l'est fins al mar.
Des del 197 aC, la península Ibèrica sotmesa a Roma va quedar dividida en dues províncies: la Hispània Citerior, al nord (la futura Tarraconense, amb Tarraco com a capital), i la Hispània Ulterior (al sud), el govern de les quals correspondria a dos procònsols (anomenats també pretors o propretors) bianuals (cosa que sovint va resultar incompleta).

## Conclusions de la guerra
Roma tractava de desestabilitzar l'incipient imperi colonial cartaginès a Ibèria debilitant el seu complex i poc consistent sistema d'aliances, utilitzant per a això Sagunt (Zakantia - Zakuntum), i quan l'actitud bel·ligerant d'aquesta ciutat respecte als aliats dels cartaginesos va provocar una amenaça d'aquests, la va declarar la seva aliada i, posteriorment a la seva destrucció (que no va evitar ni intentar evitar), va declarar la guerra a Cartago.
Mentre que els cartaginesos argumentaven que Sagunt va ser declarada aliada de Roma a posteriori de la signatura del tractat en què s'havien marcat les zones d'influència cartaginesa i romana a la península Ibèrica, la frontera s'havia fixat en el riu Ebre i Sagunt, per tant, era una excusa perfecta per a declarar una guerra, donada l'òbvia indefensabilitat d'aquest com a aliat segons el tractat. No hi havia possibilitat de negociació.
La maniobra va ser efectiva, i va provocar la segona guerra contra l'únic enemic que els romans temien. Més grans, més rics, millors dominadors de l'entorn marítim, els cartaginesos veien i mostraven la Roma de l'època com un llogaret vulgar, font d'un únic tipus de cultura, la militarista. Però Roma estava ja començant a ser una altra cosa: l'origen d'un imperi.
S'ha dit que coincidint amb altres casos, la Segona Guerra púnica va ser més la guerra entre un home i un "estat" que entre dos imperis, com s'ha presentat habitualment. Hanníbal i la seva família, gairebé el suport de la seva ciutat, van mantenir la guerra durant més de 20 anys gràcies a una subtil i intel·ligent maniobra estratègica: traslladar el centre d'operacions als camps d'Itàlia, de manera que la devastació originada fos en detriment dels que havien iniciat la guerra.

## Cartago després de la guerra
Quan el senat cartaginès es va assabentar de la derrota, no li va quedar més opció que acceptar la pau que Roma imposava. Amb aquest fet, la Segona Guerra púnica va arribar al final. Cartago es va veure obligada, per a sobreviure, a renunciar a les seves possessions a Hispània, a tenir l'exèrcit controlat per Roma i a pagar la suma de 200 talents de plata anuals durant 50 anys. A més a més, gran part de les possessions africanes de Cartago van haver de ser cedides al Regne de Numídia perquè el seu rei, Masinissa I, era aliat de Roma. Aquesta derrota significava que Cartago no podria tornar a lluitar contra Roma pel domini del Mediterrani occidental. 50 anys després, durant la Tercera Guerra púnica, Cartago només va poder organitzar la defensa de la seva ciutat, la qual, després d'un setge, va ser capturada i totalment destruïda.